# Natàlia Dolgorúkova
Natàlia Boríssovna Dolgorúkova, rus: Ната́лия Бори́совна Долгору́кова, nascuda Xereméteva, rus: Шереметева (Sant Petersburg, 1714-Kíev, 1771), filla del comte Borís Xeremétev, i una de les primeres escriptores russes.
Nascuda comtessa, la seva vida fou bastant atzarosa. El 1729 es va casar amb el príncep Ivan Dolgorúkov, amic íntim del tsar Pere II. Però amb la mort del tsar i l'arribada al tron de l'Imperi Rus d'Anna Ivànovna de Rússia, el matrimoni va ser deportat a Beriózovo, Sibèria. Després d'una denúncia i acusació de traïció, el seu marit va ser executat a Nóvgorod el 1739. A ella se li va permetre tornar a Moscou amb els dos fills del seu matrimoni.
Més tard va decidir traslladar-se a Kíev, per ingressar al convent de l'Ascensió Flórovski el 1758. Des del seu retir va redactar les seves memòries, i es convertí en la primera dona russa a publicar una autobiografia. La seva atzarosa vida i la fluïdesa del seu estil van fer del llibre un èxit, amb la qual cosa es va convertir també en una figura popular en la seva època.